# Micreremites humiliata
Micreremites humiliata là một loài bướm đêm trong họ Erebidae.